# Grenville—Carleton
Pour les articles homonymes, voir Grenville et Carleton.
Grenville—Carleton fut une circonscription électorale fédérale de l'Ontario, représentée de 1968 à 1979.
La circonscription de Genville—Carleton a été créée en 1966 d'une partie de Carleton. Abolie en 1976, elle fut redistribuée parmi Leeds—Grenville, Nepean—Carleton, Ottawa-Centre, Ottawa-Ouest et Stormont—Dundas.

## Géographie
En 1966, la circonscription de Grenville—Carleton comprenait:
- Une partie de la ville d'Ottawa, entre Base Line Road et Fisher Avenue
- Les cantons de Goulbourn, Marlborough, Nepean, North Gower et Osgoode dans le comté de Carleton
- Le canton de Long Island dans le comté de Gloucester
- Le comté de Grenville, incluant le village de Merrickville
- Les cantons de Matilda et de Mountain dans le comté de Dundas

## Députés
1. 1968-1972 — Gordon Blair, PLC
2. 1972-1979 — Walter Baker, PC

- PC = Parti progressiste-conservateur
- PLC = Parti libéral du Canada